# Alberto Oreamuno Flores
Alberto Oreamuno Flores (1905 - 1980) foi uma figura política da Costa Rica. Foi seu vice-presidente e presidente encarregado de 1952 a 1953.